# Grand Prix Vietnamu
Grand Prix Vietnamu (anglicky Vietnamese Grand Prix, vietnamsky Giải đua Việt Nam) měla být nová Velká cena vozů Formule 1. Poprvé se měla konat 5. dubna 2020, ale kvůli pandemii covidu-19 byla nejdříve odložena a později zrušena. Závod se měl uskutečnit i v sezóně 2021, ale byl z kalendáře odstraněn, protože došlo k zatčení předsedy Hanojského lidového výboru Nguyễn Đức Chunga pro obvinění z korupce, které nesouviselo s Grand Prix.

## Historie
Závod ve Vietnamu plánoval už i bývalý šéf Formule 1 Bernie Ecclestone, ale kvůli neúspěchu asijských závodů v Koreji a v Indii se myšlenky vzdal.
Myšlenka byla obnovena poté, co komerční práva koupila společnost Liberty Media. Konání Velké ceny Vietnamu bylo oznámeno na podzim roku 2018. Mělo se jednat o první nový závod od vlastnictví Formule 1 společností Liberty Media. Závod se měl do kalendáře připojit po boku jihoasijské Grand Prix Singapuru.
Závod měl mít víceletou smlouvu a poprvé se měl konat 5. dubna 2020, ale kvůli pandemii covidu-19 byl nejdříve odložen a později zrušen. Poprvé se měl tedy uskutečnit v sezóně 2021, ale byl z prozatímního kalendáře, který byl představen 20. listopadu 2020 odstraněn, protože došlo k zatčení předsedy Hanojského lidového výboru Nguyễn Đức Chunga, který byl jedním z hlavních podporovatelů závodu, pro obvinění z korupce, které nesouviselo s Grand Prix.
Pro sezónu 2022 již Grand Prix Vietnamu v kalendáři není.

## Okruh
Závod se měl konat na dočasném pouličním okruhu dlouhém 5,613 kilometrů (3,488 mil) v ulicích Hanoje. Okruh měl být vedený proti směru hodinových ručiček a navrhl ho Hermann Tilke ve spolupráci s úřady města Hanoj. Okruh měl také původně představovat hybrid veřejných komunikací a účelovou část, která měla být v budoucnu plánována pro veřejnost. Organizátoři později z bezpečnostních důvodů přidali do třetího sektoru okruhu další zatáčku, která jejich celkový počet zvedla na 23.